# Sasa tsuboiana
Sasa tsuboiana är en gräsart som beskrevs av Tomitaro Makino. Sasa tsuboiana ingår i släktet sasabambu, och familjen gräs. Inga underarter finns listade i Catalogue of Life.

## Bildgalleri

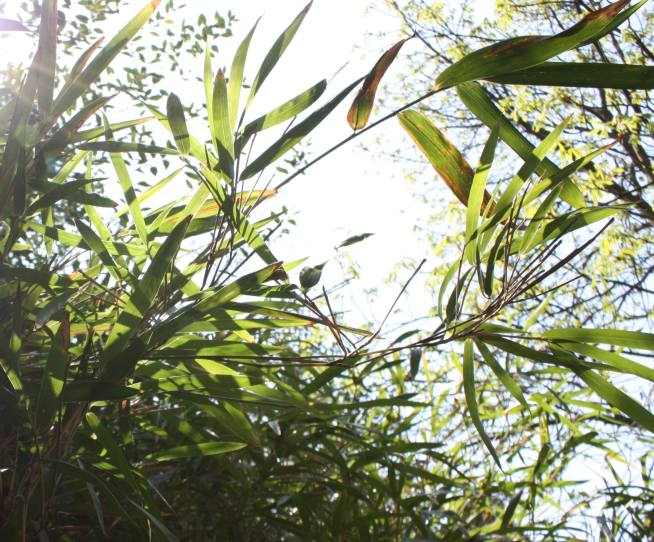
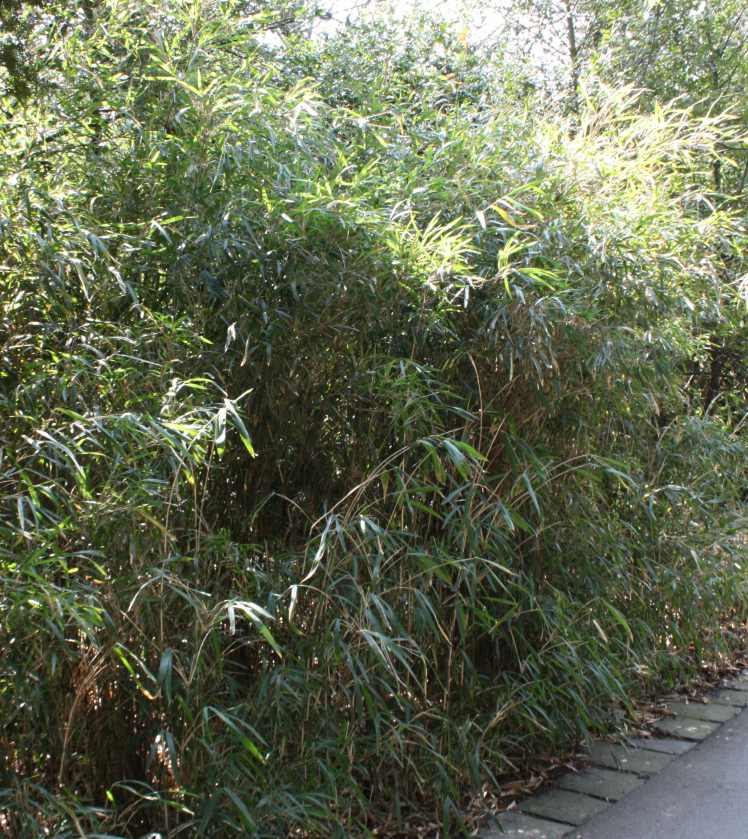
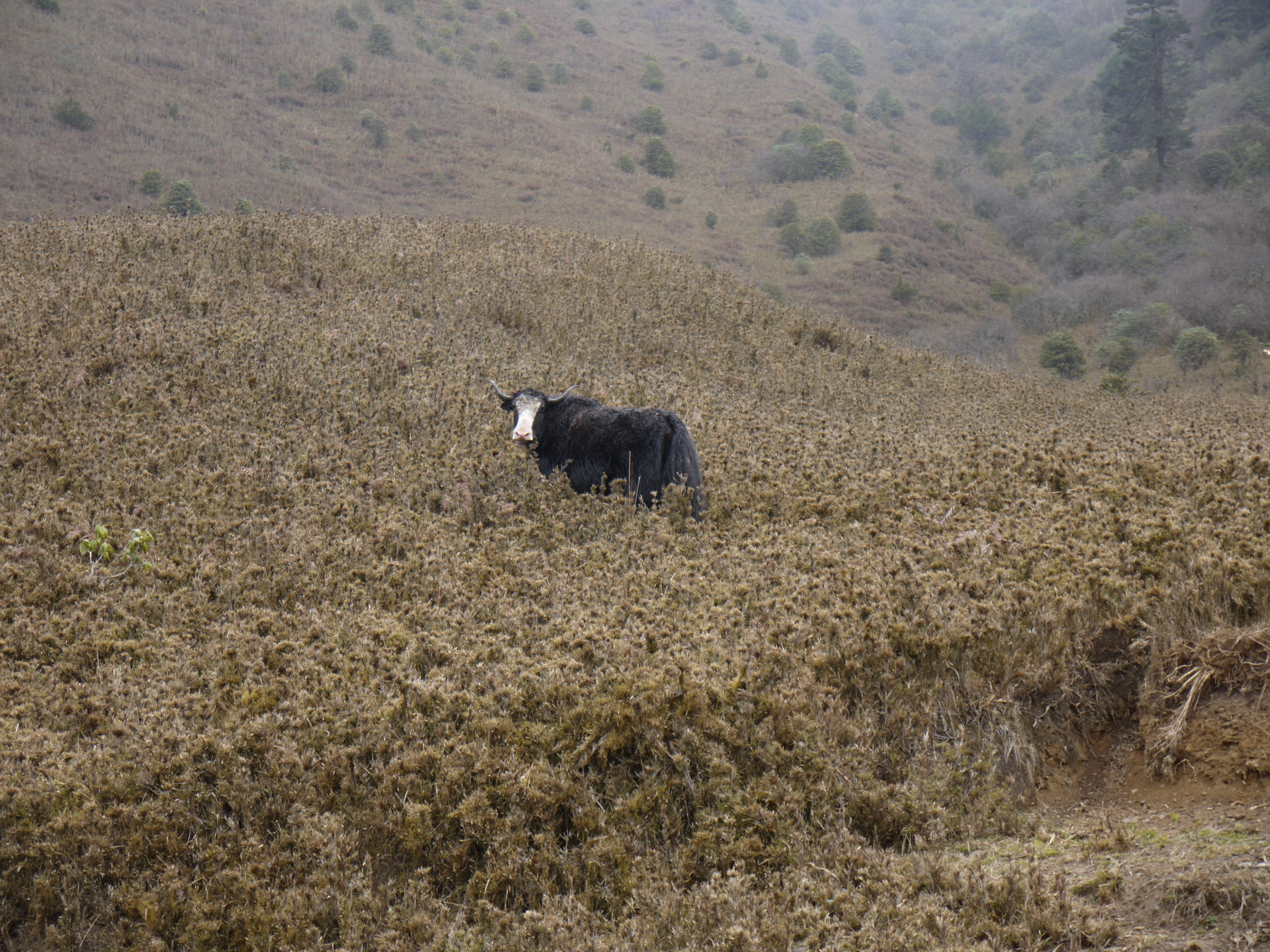
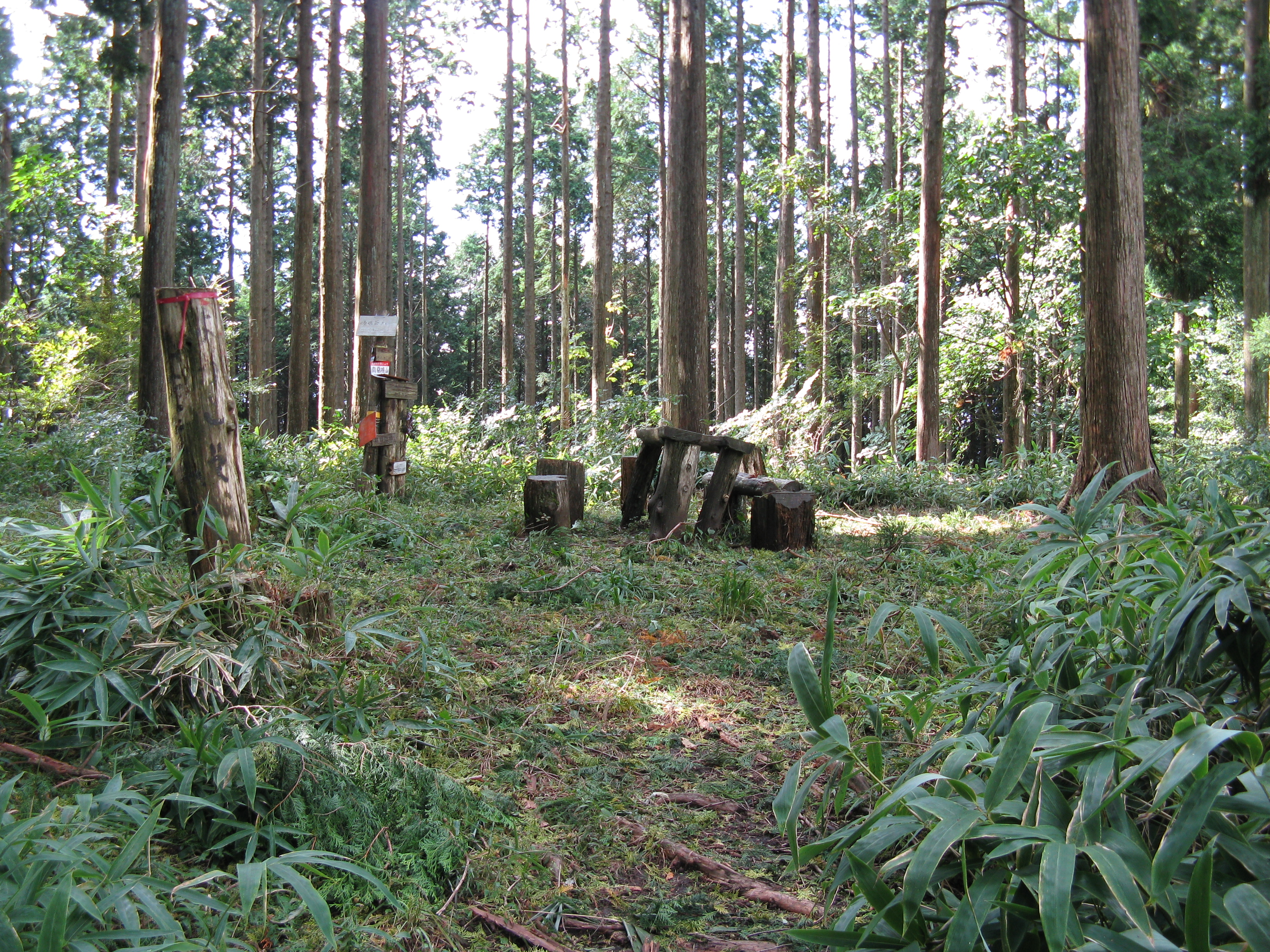